# Sabicea surinamensis
Sabicea surinamensis är en måreväxtart som beskrevs av Cornelis Eliza Bertus Bremekamp. Sabicea surinamensis ingår i släktet Sabicea och familjen måreväxter. Inga underarter finns listade i Catalogue of Life.